# Šenčur
Šenčur este o localitate din comuna Šenčur, Slovenia, cu o populație de 2.741 de locuitori.